# Izsófalva
Izsófalva é uma vila da Hungria, situada no condado de Borsod-Abaúj-Zemplén. Tem 9,41 km² de área e sua população em 2019 foi estimada em 1.746 habitantes.